# فيسنتي سلفادور غوميز
فيسنتي سلفادور غوميز (بالإسبانية: Vicente Salvador Gómez) هو رسام إسباني، ولد في 1637 في بلنسية في إسبانيا، وتوفي بنفس المكان في 1678.